# Massimo de Vita (regista teatrale)
Massimo de Vita (Corciano, 25 luglio 1936) è un regista teatrale, attore, sceneggiatore, poeta, scrittore, e formatore teatrale italiano.

## Biografia
Massimo de Vita si diploma all’Accademia del Piccolo Teatro della Città di Milano negli anni 1957-1958, sotto la direzione di Giorgio Strehler. Nel 1959 partecipa, per la regia di Strehler, allo spettacolo del Piccolo Teatro di Milano “L’anima buona di Sezuan” di Bertold Brecht e “Coriolano” di W. Shakespeare Brecht; alla “Favola del figlio cambiato” di Luigi Pirandello per la regia di Orazio Costa. A cavallo tra il 1960 e 1961 con Vittorio Franceschi e Sandro Bajini, mette in scena al Teatro Gerolamo di Milano i due spettacoli di cabaret “Come siam bravi quaggiù” e “Resta così, o sistema solare” di cui è attore e regista. Negli stessi anni lavora al Teatro Stabile di Torino sotto la regia di Gianfranco de Bosio.
Nel 1963-1964 al Teatro Stabile di Trieste è regista e attore ne “Il Pinocchio minore” di Franceschi. Sempre al Teatro Stabile di Trieste recita in “L’uomo senza qualità” tratto da Musil per la regia di Aldo Trionfo; inoltre ne “Gli ingannati” dell’Accademia degli Intronati di Siena, per la regia di Fulvio Tolusso e ne “Le sei commedie nuove” di Goldoni, per la regia di Prandino Visconti. Per la televisione svizzera lavora come protagonista in atti unici di Labiche, Cechov, Pirandello per la regia di Pozza, mentre per la RAI è attore nella serie Maigret con Gino Cervi. Nel 1967 partecipa al convegno di Ivrea, atto fondativo del nuovo teatro di ricerca italiano.
Nel 1968-1969 fonda con Dario Fo, Franca Rame, Vittorio Franceschi, Nanni Ricordi la Cooperativa Nuova Scena di Bologna e vi lavora per anni in qualità di attore negli spettacoli “Dato che” (1968) “Il funerale del padrone” di Dario Fo (1969), “L’operaio conosce 300 parole, il padrone 1000 per questo lui è il padrone” di Dario Fo (1969) “Legami pure che tanto io spacco tutto lo stesso” di Dario Fo (1969), “Qui tutto bene e così spero di te” di V. Franceschi (1971), “La dimensione del nero” (1972) di V. Franceschi regia dello stesso de Vita, “La ballata dello spettro” di V. Franceschi regia di F. Macedonio (1973), Cerco l’uomo di V. Franceschi regia di Francesco Macedonio (1974).

### Nasce il Teatro Officina e inizia la valorizzazione della memoria storica
Nel 1975 entra a far parte del Teatro Officina di Milano, che diviene Cooperativa Teatrale sotto la sua presidenza e direzione artistica. Dal 1978 è responsabile del corso di formazione attorale biennale “Il mestiere dell’attore” presso il Teatro stesso, attività che svolge in modo continuativo e permanente; realizza inoltre diversi stages di formazione. Nel 1980 partecipa al film “Uomini e no” tratto dal romanzo di Elio Vittorini, per la regia di Valentino Orsini.
Nell’estate 1982 mette in scena un racconto popolare molisano, “Rebecca, la rivolta del grano” con la partecipazione degli abitanti di Ripalimosani, coprodotto e ripreso da Rai 3. Dal 1975 ad oggi cura la regia di un centinaio di spettacoli per la compagnia del Teatro Officina di Milano.
Negli anni '90 riprende la vocazione al lavoro registico e drammaturgico finalizzato alla valorizzazione della memoria storica di paesi e comunità: ad Olevano di Lomellina (PV) cura la regia di “Memorie di terra contadina” (1998) e a Sesto S. Giovanni di “Cuore di fabbrica” (1999), grandi eventi teatrali che prevedono la messa in scena diretta della popolazione, rispettivamente contadina e operaia.
È punto di riferimento costante per gli operatori culturali del decentramento milanese, essendo considerato un esperto del settore. Dalla stagione 2002-2003 riapre la collaborazione con il Piccolo Teatro di Milano, che ospita “Quér pasticciaccio brutto de via S. Erlembardo” – evento per il Trentennale del Teatro Officina. L’anno seguente è attore nel “Riccardo III” di W. Shakesperare per la regia di Arpad Shilling (produzione Piccolo Teatro di Milano)

### L’incontro con la Casa della Carità e con le umanità ai margini
Dall’inaugurazione nel 2004 collabora stabilmente con la Fondazione Casa della Carità di Milano, voluta dal Cardinale C. M. Martini e diretta da Don Virginio Colmegna, per la quale realizza un lavoro di raccolta di narrazioni che sfocia in un evento teatrale cittadino – “Voci dai quartieri del mondo” (2005) e “Canto la lingua di tutti” (2006) rappresentati a Milano al Teatro Dal Verme, eventi in cui lo spettacolo diviene un momento di restituzione sociale di una storia civile condivisa.Analogo percorso si realizza nel 2007 con “Nel nome della donna”, tratto dal libro di Erri de Luca “Nel nome della madre” – patrocinato dalla Provincia di Milano e dalla Fondazione Casa della carità – spettacolo di cui firma la regia e con cui inaugura a Milano la Festa del Teatro: qui il focus del lavoro di ricerca sociale e teatrale è sulle donne madri straniere. Negli anni 2013-2015, sostenuto dal Comune di Milano, Massimo de Vita organizza all’interno di Teatro Officina un laboratorio teatrale destinato ai rifugiati politici. Anche in questa occasione il Teatro e la figura di Massimo de Vita si propongono come casa di accoglienza teatrale per tante umanità vulnerabili alle quali viene proposto il teatro come momento di ascolto e come linguaggio universale.

### Vita famigliare
Sposato nel 1965 con Guglielmina Marcucci (1940-2015), nel 1971 nasce il figlio Leone. Si separa nel 1978 e, dopo il divorzio, sposa nel 1993 Daniela Airoldi Bianchi, sua compagna di tutta una vita, con la quale condivide anche la responsabilità dirigenziale del Teatro Officina.

## Filmografia
- “Maigret e i diamanti”, con G. Cervi (1968)
- “Maigret sotto inchiesta” con G. Cervi (1968)
- “Uomini e no”, regia Valentino Orsini (1980)
- “Rebecca, la rivolta del grano” regia di L. Serenari Rai Tre
- “La fine della notte”, regia di Davide Ferrario (1989)

## Pubblicazioni
- “Il teatro come luogo di aggregazione sociale” in Teatro Corpo Architettura, a cura di Giancarlo Consonni. Laterza 1997
- “U selènzie d’allòllere poesie in lingua molisana”, prefazione di Maurizio Meschia. Ed Gruppo immagine 2007
- “Massimo de Vita. Un uomo, un attore.” di Massimo de Vita, prefazione di Franco Loi (ed Lo Studiolo, 2016)